# QRN sur Bretzelburg
Vous lisez un « bon article » labellisé en 2009.
QRN sur Bretzelburg est la cinquante-neuvième histoire et le dix-huitième album de la série de bande dessinée Spirou et Fantasio, par André Franquin (dessinateur) et Greg (scénariste).
À l'origine, le récit devait mettre en scène le personnage de Zorglub pour la troisième fois consécutive dans la série. Mais l'éditeur Dupuis ayant refusé ce choix, André Franquin dut faire appel à Greg pour écrire un scénario d'urgence, alors que la publication de l'histoire avait déjà commencé.
L'épisode est publié pour la première fois dans le journal Spirou du no 1205 au no 1237, puis du no 1303 au no 1340, soit entre 1961 et 1963, sous le nom QRM sur Bretzelburg — le titre est changé en 1963 pour la reprise de la série dans le journal sur l'insistance d'Yvan Delporte et de nombreux lecteurs qui avaient signalé l'erreur de langage radiophonique dans le titre. Sa publication dans le journal est chaotique et s'étale sur deux années à cause de la dépression dont souffre André Franquin, qui interrompt la production de planches pendant une quinzaine de mois.

## Résumé

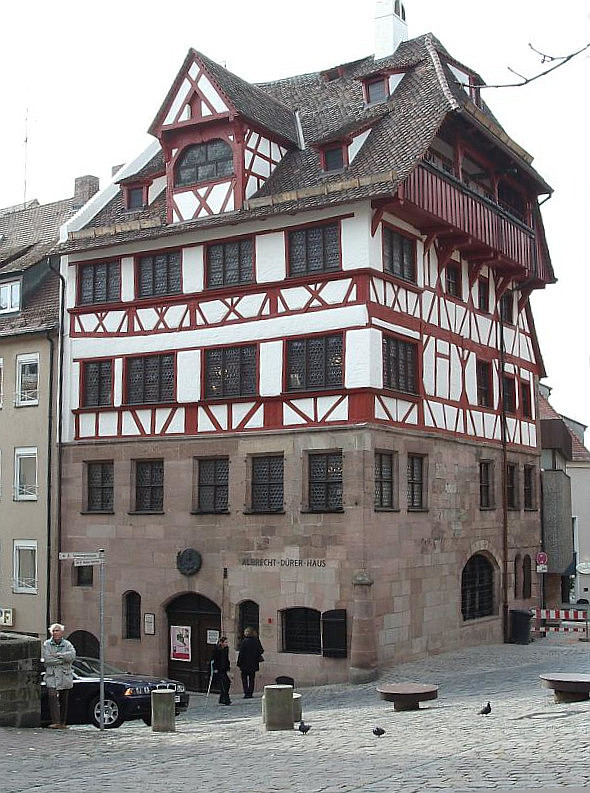
Franquin s'est inspiré de la Bavière pour créer le Royaume du Bretzelburg.

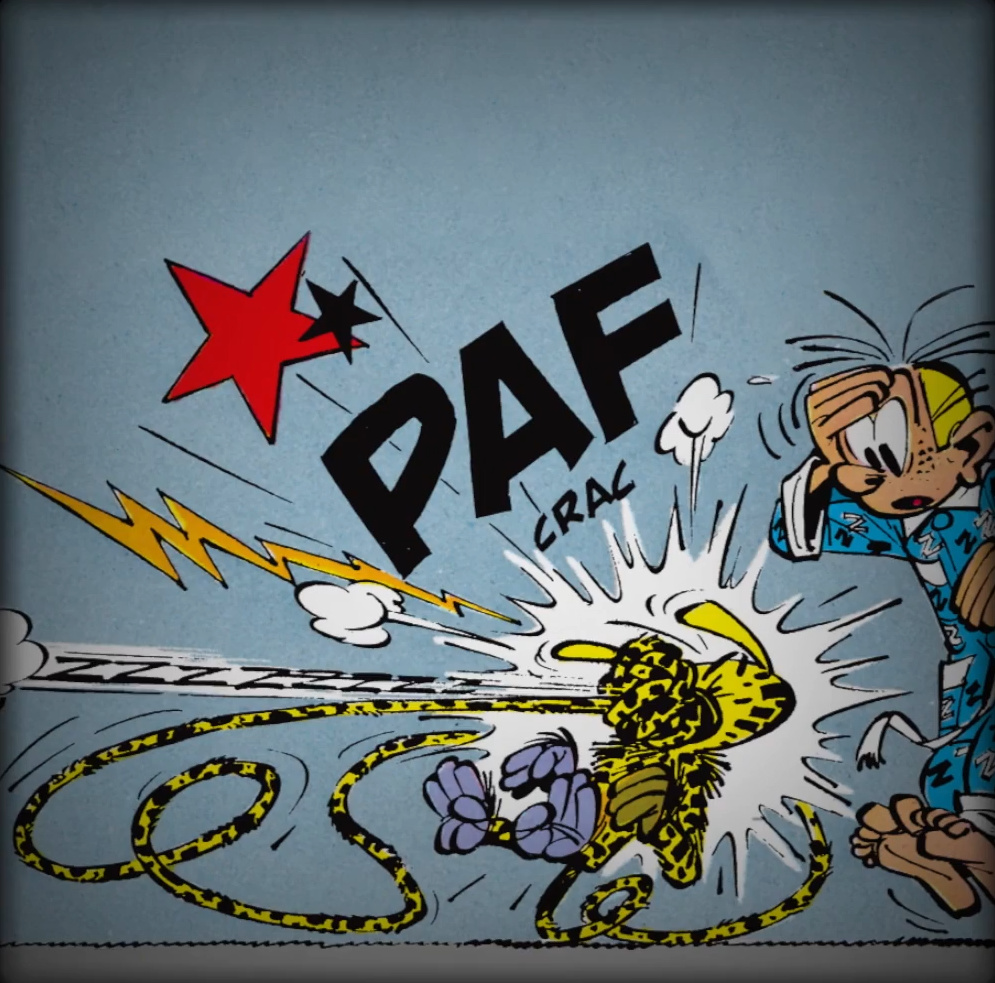
Le marsupilami s'assomme lui-même pour faire cesser le bruit de la radio.

Le marsupilami avale par erreur (en le confondant avec un caramel) un émetteur-récepteur radio à transistors miniature appartenant à Fantasio. À cause d'une particularité anatomique de l'animal, l'appareil ingéré aboutit dans son nez où il se remet en marche avec le volume sonore coincé au maximum. Excédé par le bruit, le marsupilami s'assomme lui-même d'un coup violent de sa propre queue, qui, simultanément, casse l'appareil. Le transistor endommagé commence à émettre des parasites radio qui attirent un voisin de Spirou et Fantasio, le radioamateur Marcelin Switch. Depuis quelques semaines, Switch est en relation par radio avec le roi Ladislas du Bretzelburg, qui lui a annoncé être sous la coupe du général Schmetterling et avoir besoin de son aide. Or, durant la nuit, le marsupilami a brouillé la réception d'un message important émis par le roi.
Spirou et Switch emmènent le marsupilami dans une clinique vétérinaire (où il subit avec succès l'extraction du corps étranger logé dans son nez), tandis que Fantasio, qui s'était rendu chez Switch, est enlevé par deux agents des services secrets bretzelbourgeois qui le prennent pour Switch. Comprenant ce qu'il s'est passé, Spirou se rend au Bretzelburg avec le radioamateur pour libérer Fantasio, entre en contact avec la résistance puis avec le roi en personne, qui leur signe une autorisation pour faire sortir Fantasio de prison. Fantasio est pendant ce temps confronté aux tortures du docteur Kilikil, mais il parvient à s'évader avec l'aide du marsupilami. Spirou arrive à cet instant, ils sont alors contraints de fuir et de se cacher dans une crevasse.
La crevasse se révèle être l'entrée d'une vaste caverne où Spirou, Fantasio et Switch rencontrent deux résistants, l'un bretzelburgeois et l'autre citoyen de la principauté voisine du Maquebasta, contre laquelle porte le prétendu effort d'armement de Schmetterling. À la suite d'une explosion, le groupe des héros découvre une rivière souterraine et le repaire du général et de son acolyte, le médecin du roi. Ces derniers sont en réalité de vulgaires escrocs, qui contraignaient le roi à acheter de fausses armes, afin de vider à leur profit les finances du pays : on découvre également que Schmetterling ne fait qu'un avec le premier ministre du Maquebasta, où les deux compères employaient une tactique similaire. Spirou et ses amis capturent les deux hommes, libérant ainsi le Bretzelburg de sa dictature et ouvrant la voie à l'union entre ce petit pays et le Maquebasta. Switch — qui a pourtant fait preuve durant l'aventure d'une certaine couardise — reçoit la médaille bretzelbourgeoise de la bravoure.

## Contexte
L'histoire QRN sur Bretzelburg est réalisée dans un contexte difficile. Franquin prend de moins en moins de plaisir à réaliser Spirou et Fantasio, série qu'il n'a pas créée et dont les droits ne lui appartiennent pas. Créé en 1938 par Rob-Vel, le personnage de Spirou appartient en effet légalement aux éditions Dupuis, de même que Fantasio et l'écureuil Spip. Cela fait quinze ans que Franquin anime le groom de Marcinelle et il a la sensation qu'il lui reste étranger. Franquin éprouve des difficultés croissantes à s'amuser et à travailler avec des personnages dont il n'est pas le créateur.
Charles Dupuis n'a pas apprécié les deux précédentes aventures avec Zorglub et ses machines ultra-modernes, et désire revenir à des « Spirou mignons » comme Le Nid des marsupilamis. Cela accroît la lassitude de Franquin qui, lorsqu'il présente son scénario avec Zorglub comme vedette, n'est pas étonné du veto de Dupuis. Malgré ce refus, Franquin réutilise son idée avec Zorglub dans l'album suivant de la série, Panade à Champignac.
Franquin est épuisé moralement et nerveusement. La publication hebdomadaire doit obéir à une règle d'or : jamais une histoire ne doit être interrompue. Cela nécessite un rythme de travail énorme pour Franquin, qui, en plus du personnage emblématique du journal, dessine Gaston et plusieurs animations pour le journal. Pour Yvan Delporte, « la fatigue nerveuse de Franquin se ressent dans les vingt premières planches, avec des personnages tendus comme des cordes et dessinés en traits anguleux ». Cet album marque la fin d'une époque : l'univers de Spirou n'amuse plus Franquin.

### Le titre
L'histoire est publiée dans le journal Spirou sous le titre QRM sur Bretzelburg. En langage radio, QRM signifie « interférence d'électricité statique », ce qui donne « interférence d'électricité statique sur Bretzelburg ». Les interférences de l'histoire ne venant pas d'électricité statique, mais d'une radio, plusieurs lecteurs écrivirent au journal pour signaler l'erreur.
À l'occasion de la publication en album, l'histoire est renommée QRN sur Bretzelburg, QRN signifiant en langage radio « interférence due à un brouillage radio ».

### La parution dans le journal
La parution de l'histoire commence dans le journal Spirou n° 1205 du 18 mai 1961 avec trois demi-planches (une demi-planche sur la couverture, les deux autres sur la seconde page). La publication continue à ce rythme jusqu'au n° 1212 (6 juillet 1961), puis ralentit, passant tout d'abord à une planche par semaine publiée en quatrième de couverture du journal, puis à une demi-planche par semaine, publiée en couverture, à partir du n° 1221 (7 septembre 1961).
La faute en incombe à un début de dépression de Franquin à la suite de l'interdiction par son éditeur d'utiliser Zorglub, lui rappelant que le personnage ne lui appartient pas. Cette parution au rythme d'une demi-planche continue jusqu'au n° 1238 du 4 janvier 1962, où à la place de Spirou est publié un édito signé « la Rédaction », mais en fait de la main d'Yvan Delporte, rédacteur en chef du journal et ami personnel de Franquin, qui a pour titre « Spirou n'est pas au rendez-vous », expliquant que Spirou ne sera plus au rendez-vous du journal pour cette semaine et les suivantes, car Franquin est « très souffrant ».
Néanmoins, Franquin continue à dessiner une demi-planche de Gaston chaque semaine contre l'avis de ses médecins. La dépression qui le touche depuis un moment s'aggrave et se double d'une hépatite virale qui va le terrasser pour de longs mois. La publication de l'histoire reprend dans le n° 1303 du 4 mai 1963, par une page de résumé intitulée Où en étions-nous ? qui est en fait une conversation téléphonique entre Gaston Lagaffe et le rédacteur en chef du journal. Il faut néanmoins attendre la semaine suivante pour avoir les premières planches de ce nouveau départ et, pour marquer ce redémarrage, Franquin reprend la numérotation des planches à un. L'histoire est publiée normalement jusqu'au n° 1340, le 19 décembre 1963.

### Les planches oubliées

Le blason de l'Autriche qui inspira à Franquin le blason du Bretzelburg.

La version publiée dans le journal Spirou est nettement plus longue que la version publiée en album. Cette différence entre les deux versions est causée par le refus du scénario initial par l'éditeur Charles Dupuis. Franquin doit reprendre son récit à zéro, mais l'histoire a déjà commencé à paraître dans le journal. Franquin fait alors appel à Greg, coscénariste des trois derniers albums de Spirou et Fantasio, qui vient de cesser de collaborer avec Franquin afin de créer sa propre série dans le journal Pilote, Achille Talon.
En attendant que Greg écrive le scénario de l'histoire, Franquin fait durer le gag du marsupilami avec le transistor miniature coincé dans le nez. Ainsi, les planches 4B, 4C, 5A, 5B, 5C et 6A, qui voient le marsupilami errer dans la ville avec le transistor en fonctionnement, sont absentes de l'album, la planche 4A est quant à elle supprimée de moitié, puis terminée avec la dernière case de la planche 6A, redessinée à une taille adéquate. Une séquence est aussi supprimée dès la première page : quand Spirou cherche la radio qui diffuse la musique, il éteint sept appareils électriques dans le journal de Spirou alors qu'il n'en éteint qu'un seul dans l'album,. Plus tard dans l'histoire, à la deuxième planche cinq (page 31 de l'album), une scène de torture, qui voit Fantasio marcher avec une paire de chaussures trop petites pour lui (il a réclamé du 41 et on lui a donné du 37) , est supprimée car trop semblable aux vraies techniques de tortures nazies dans les camps de concentration. Cette suppression a de lourdes conséquences sur la mise en page de l'album : elle entraîne un décalage d'une bande de cases sur les trente-deux planches suivantes, si bien que le suspense de fin de page se retrouve en milieu de page.

### Le bandeau-titre
Pour la première publication dans le n° 1205 du journal Spirou, le bandeau-titre de l'histoire ne porte aucun titre, seulement le nom de la série Spirou et Fantasio. Les têtes de Spirou, Fantasio, Spip, le marsupilami, Zorglub et le comte de Champignac sont dessinées à côté du nom, bien que ces deux derniers n'apparaissent pas dans l'histoire. Il faut attendre le n° 1208 pour voir apparaître le titre QRM sur Bretzelburg, tandis que Zorglub et le comte de Champignac disparaissent du bandeau, remplacés par Marcelin Switch qui fera son apparition plus tard dans le scénario.

### Les textes modifiés
Les chansons présentes dans l'histoire parue en album sont différentes des versions parues dans le journal Spirou. Ainsi, dans les planches 1A et 1C, la chanson Quand les gorilles, interprétée par Colette Deréal en 1960, est remplacée par l'adaptation française de l'air napolitain Funiculi-Funicula de Luigi Denza. Plus tard, dans les planches 3B et 3C, la chanson Kili Watch du groupe belge The Cousins, datant de 1961, est remplacée par la chanson Je n'suis pas bien portant de 1932 de Gaston Ouvrard. Ce changement est dû au fait que les chansons présentes dans Spirou, qui étaient à l'époque des tubes, sont entre-temps passées de mode. Il a donc été décidé de les remplacer par des chansons plus intemporelles.
Des phylactères ont aussi été modifiés entre la version du journal Spirou et la version album. Dans la planche 3B de la version parue dans Spirou, quand le marsupilami éternue, le nom d'un chanteur de rock est cité juste avant : « Pelvis », en allusion à Elvis Presley, surnommé « Elvis the Pelvis » en raison de son déhanchement. Cette allusion sera supprimée de l'album.

## Éléments de l'intrigue

### Personnages
- Spirou part avec Marcelin Switch à la recherche de Fantasio, enlevé par des agents du Bretzelburg. Découvrant la situation d'extrême pauvreté dans laquelle vivent les habitants du Bretzelburg, il cherche à comprendre ce qu'il arrive au pays.
- Fantasio s'est procuré un poste à transistor miniature que va avaler le marsupilami. Il est ensuite enlevé par des agents du Bretzelburg qui le prennent pour Marcelin Switch, puis est torturé par le Doktor Kilikil.
- Spip suit Spirou au Bretzelburg, à contrecœur.
- Le marsupilami avale le transistor de Fantasio croyant gober un caramel, avant d'exploser l'appareil avec sa queue. Amené à l'hôpital par Spirou et Marcelin Switch, il s'en échappera plus tard, une fois remis de l'opération, pour rejoindre ses maîtres au Bretzelburg.

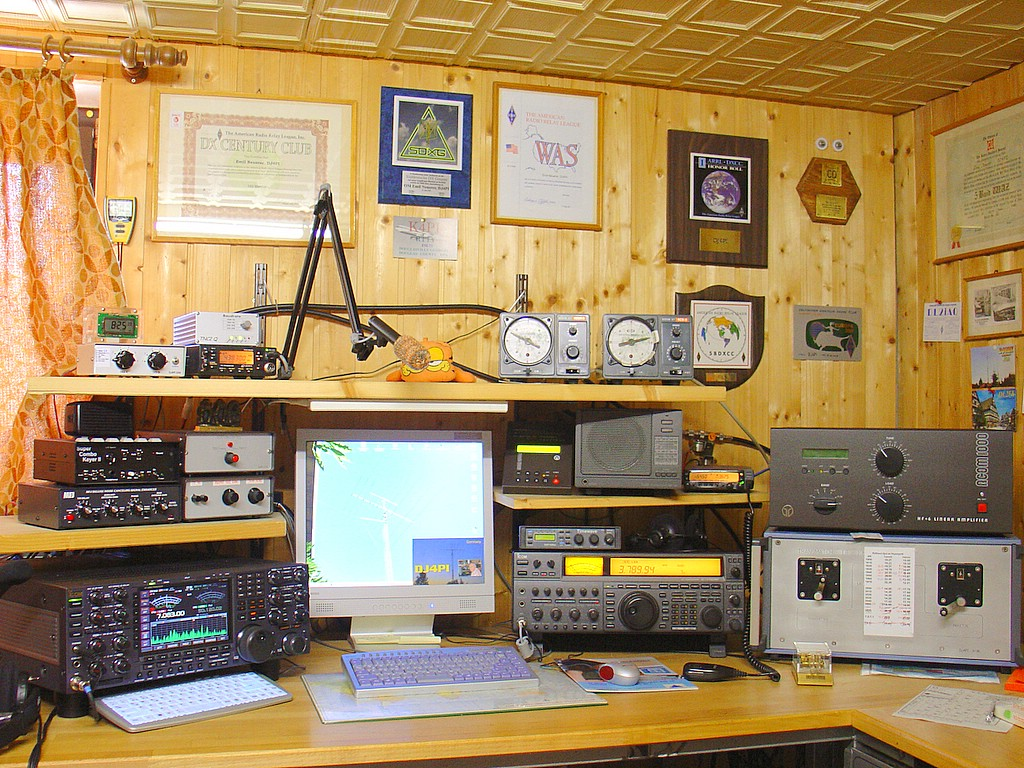
Station d'un opérateur radioamateur actuel

- Marcelin Switch, radioamateur pas spécialement courageux, communique par radio avec le roi du Bretzelburg[16]. Il part avec Spirou au Bretzelburg à la suite de l'enlèvement de Fantasio, que ses ravisseurs ont confondu avec lui.
- Le général Schmetterling dirige le Bretzelburg, en maintenant le roi, avec la complicité du médecin de ce dernier, dans un état dépressif médicamenteux. Alors que Schmetterling semble être le représentant-type du complexe militaro-industriel, il se révèle être un simple acteur, grimé et déguisé en militaire, qui organise un faux effort de réarmement pour détourner l'argent public à son profit[17]. Il joue simultanément les rôles du général Schmetterling au Bretzelburg et du prince Farfalla au Maquebasta, entretenant ainsi une tension diplomatique et une course aux armements dans les deux pays. Schmetterling et Farfalla, signifient papillon respectivement en allemand et en italien[18]. Le complice de Schmetterling est lui-même un faux médecin, et joue en même temps au Maquebasta le rôle d'ambassadeur du Bretzelburg. Franquin développera cette critique du militarisme dans plusieurs de ses œuvres et notamment dans ses Idées noires.
- Herr Doktor Kilikil est un « docteur » d'un genre tout à fait particulier, puisque sa « spécialité » est la torture psychologique, qui agit sur les nerfs de ses patients. Il est aussi excellent cuisinier à ses moments perdus[19].
- Ladislas de Bretzelburg est le roi du Bretzelburg. Ses ordres n'ont aucun effet, le vrai maître du pays étant le général Schmetterling. Ce dernier maintient Ladislas en état de dépression permanente avec des médicaments qui brouillent son esprit. Dans ses moments de lucidité, le roi envoie des appels au secours aux radioamateurs[20]. Ladislas et Schmetterling évoquent le tandem réel du jeune roi Michel Ier de Roumanie et du maréchal Antonescu vingt-cinq ans avant la parution de l'album : comme Michel, Ladislas communique secrètement avec l'étranger, a des sympathies pour la résistance et, grâce à celle-ci, finit par renverser son encombrant « mentor ». L'ambiance générale de terreur politique et de pénuries, évoque aussi la situation des pays soumis à des régimes dictatoriaux pendant et après la guerre ; quant à l'uniforme des soldats, il rappelle celui de la Wehrmacht, pointe sur le casque en plus[21].
- Adolf est l'homme de main de Kilikil.

### Lieu

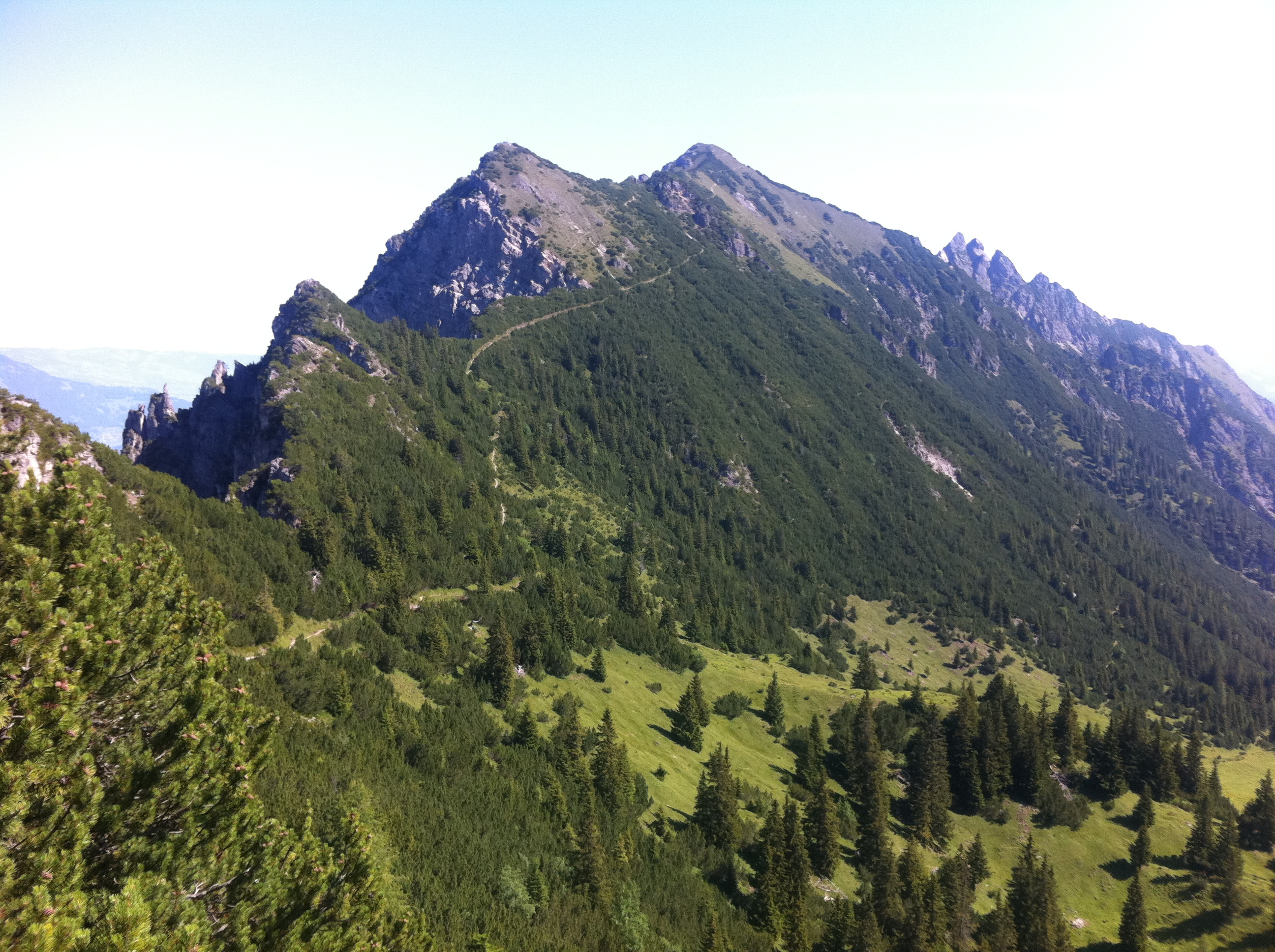
Sentier du Fürstensteig sur le Rätikon, au Liechtenstein. Ce paysage est similaire à celui du Bretzelburg.

Le Bretzelburg est un minuscule pays fictif proche de la Suisse, frontalier de la tout aussi petite Principauté du Maquebasta. Ses paysages vallonnés et fortement boisés évoquent ceux de l'Autriche ou du Liechtenstein. L'architecture des maisons évoque celle de Bavière, avec leurs façades à colombages. Le pays est réputé pour sa bière et sa charcuterie. Ses habitants utilisent volontiers l'écriture gothique et fument des pipes de type allemand.
La capitale Krollstadt est le centre névralgique du pays, dominée par la citadelle de Schnapsfürmich. À la fin de l'histoire, celle-ci est reconvertie en restaurant où officie l'ex bourreau devenu cuisinier réputé, Herr Doktor Kilikil. Le roi habite, quant à lui, le palais royal. Un réseau de galeries souterraines sillonne le pays : elles permettent même de passer discrètement au Maquebasta.

## Analyse

### Similarités avecLe Sceptre d'Ottokar
L'intrigue de QRN sur Bretzelburg est assez proche de celle du Sceptre d'Ottokar, bande dessinée des Aventures de Tintin, créée par Hergé (1938). Dans les deux cas, le héros apprend l’existence d'un royaume fictif méconnu, situé au cœur de l'Europe (le Bretzelburg pour l'un, la Syldavie pour l'autre).
Découvrant que son roi est menacé par une conspiration visant à le destituer pour mettre en place une dictature, le héros s'y rend et tente de la déjouer. Et ce, en dépit des attaques de la part des nombreux acteurs du complot, infiltrés jusqu'au sein du pouvoir. L'un de ces membres n'est autre que le second du roi, qui trahit la confiance de ce dernier pour le déchoir de ses fonctions.
Dans les deux histoires aussi, il est question de deux états fictifs limitrophes. Mais dans QRN sur Bretzelburg, la principauté voisine du Maquebasta est, elle aussi, victime du même complot. Alors que dans Le Sceptre d'Ottokar, la Bordurie voisine est impliquée dans la conspiration, ayant l'intention de l'annexer. Ces deux aventures semblent d'ailleurs utiliser les codes de la romance ruritanienne.

## Les éditions

### L'édition originale
L'édition originale de l'album date de 1966. Elle a pour dépôt légal : 01/1966. On la reconnaît à son dos rond pelliculé bleu. La majorité des exemplaires de l'édition originale (environ 99 %) ont un problème de pelliculage. Sa cote chez les collectionneurs varie entre 75 et 100 euros, selon l'état de l'exemplaire. Si le pelliculage n'est pas fripé, alors la cote peut monter jusqu'à 180 euros,.

### Les rééditions
L'album QRN sur Bretzelburg est réédité à de nombreuses reprises.
La première fois en 1972 (dépôt légal : 1972) avec dos rond pelliculé bleu. La cote de cet album varie entre 20 et 25 euros. L'album est réédité une seconde fois en 1974 (dépôt légal : 01/1974) toujours avec dos rond pelliculé bleu. La cote de cet album varie entre 30 et 50 euros. Dernière réédition de l'album en 1976 (dépôt légal : 01/1976), cette fois avec le dos carré.
En 1987, les éditions Dupuis éditent un album de 83 pages comprenant l'intégralité de l'histoire telle qu'elle parut dans le journal Spirou. L'album est doté d'une jaquette et a pour dépôt légal : 11/1987. Très recherché, cet album est coté entre 50 et 75 euros, selon l'état.
En 2008, les éditions Marsu Productions publient un album de 133 pages en grand format comprenant l'intégralité de l'histoire en version originale, accompagnée d'explications et d'analyses. Cet album est tiré à 2 000 exemplaires numérotés, plus 200 exemplaires hors commerce.
En 2015, les éditions Dupuis publient à nouveau la version originale dans la collection Niffle 50/60 en 125 pages, noir et blanc. Chaque page contient des commentaires et des explications d'Hugues Dayez ainsi que de nombreuses citations d'entrevues accordées par Franquin et d'autres personnes proches de lui.

### Traductions
Comme tous les albums de Spirou et Fantasio, QRN sur Bretzelburg est traduit et édité dans différents pays, soit par les éditions Dupuis (pour les Pays-Bas notamment), soit par d'autres éditeurs.
- Allemand : QRN ruft Bretzelburg (1976)[Note 10] paraît en 1969 dans la revue de Rolf Kauka, Fix und Foxi, et fait l'objet de dessins qui ne sont pas de la main de Franquin[32]. Contrairement à l'édition française, l'édition allemande, assurée par Carlsen Comics, reprend l'intégralité des planches publiées dans Spirou.
- Danois : SOS fra Bretzelburg (1974)[Note 11] est publié par Interpresse[33].
- Espagnol (castillan) : QRN en Bretzelburg[Note 12] est publié par Grijalbo, collection Ediciones Junior.
- Néerlandais : QRN op Bretzelburg (1966)[Note 13] est publié par les éditions Dupuis et est identique à l'édition en français.
- Portugais : QRN sobre Bretzelburgo
- Serbo-croate : VRC iz Perecburga[Note 14]
- Suédois : Högt spel i Bretzelburg[Note 15] est publié par Carlsen Comics.

## Récompense
L'album a été classé en 2012 à la 10e place du classement des 50 BD essentielles établi par le magazine LIRE.